# Per Sefland
Per Ottar Sefland (n. el 27 de enero de 1949) fue gobernador de Svalbard durante el periodo del 1 de octubre de 2005 al 16 de septiembre de 2009.
Sefland nació en Evje, y su familia se mudó a Larvik. Se casó en 1972, y tuvo dos hijas.
Es abogado por la Universidad de Oslo desde 1975. Fue precedido en el cargo por Odd Olsen Ingerø e inmediatamente después por Sven Ole Fagernæs. Le sucedió el mismo Odd Olsen Ingerø.